# Tigipió
Tigipió é um distrito pertencente ao município de São João Batista, no estado de Santa Catarina, no Brasil.

## Etimologia
"Tigipió" é derivado do tupi antigo teîuypyó, que significa "multidão de tejus" (teîú, teju + ypyó, multidão).